# SM U-5
El SM U-5 era un submarí de tipus U-Boot de l'Imperi Alemany, utilitzat per la Marina Imperial Alemanya durant la Primera Guerra Mundial.
Va ser construït en el 2 de juliol de 1910 en la Germaniawerft en Kiel, en el moll 147.
Durant la Guerra va estar sota les ordres del Kptlt Johannes Lemmer, el qual no va enfonsar cap vaixell en les seves dues patrulles.
Va ser enfonsat en un accident en el 18 de desembre de 1914 davant la costa de Bèlgica, i es va enfonsar sense deixar cap supervivent dels 28 homes que operaven la màquina.
En la curta vida operacional del submarí, aquest va formar part de la 1 flotilla